# Iikubo Haruna
Iikubo Haruna (飯窪春菜; Tokió, 1994. november 7. –) japán modell, színésznő és énekesnő, a Morning Musume tizedik generációjának tagja, valamint a  DIY♡ tagja.

## Élete

### 2009-2011
2009-ben a Love Berry divat magazin exkluzív meghallgatásán különdíjat nyert. Modellként először a magazin júniusi számában jelent meg. A júliusi szám óta Haruna a Dan Hau (壇はう) művésznevet vette fel. A magazin 2011-es februári számában „graduált” a Love Berryből (kilépett a projektből).
Iikubo Harunát választották ki a Morning Musume 10. generációs meghallgatásán, hogy szeptember 29-én csatlakozzon a csoporthoz Isida Ajumival, Szató Maszakival, valamit a korábbi Hello! Pro Kenshuusei taggal, Kudó Harukaval együtt.
A 10. generáció hivatalos bemutatására ugyanazon a napon került sor, amikor a “Morning Musume Concert Tour 2011 Aki Ai Believe ~Takahashi Ai Graduation Memory Special~” koncerten bemutatták őket új tagokként, és a “Tomo” című dal előadásában is részt vettek. A végén a “Namidacchi” című dalban is részt vettek.

### 2012
Április 18-án bejelentették, hogy Tanaka Reina és a 9. és 10. generáció tagjai szerepelni fognak egy új színdarabban, melynek címe  Stacey’s Shoujo Saisatsu Kageki. A musical június 6-12 között futott.
Május 13-án bejelentették, hogy a Morning Musume 9. és 10. generációja, valamint a S/mileage 2. generációja eventet fognak tartani, amire a Jokohama Blitzben június 15-én, 18-án és 20-án kerül sor, Mosuma FC Event ~Gachi☆Kira~ címmel.
Július 20-án bejelentették, hogy Harunát, Jadzsima Maimit, Tokunaga Csinamit, Nacujaki Mijabit és Nakadzsima Szakit választották ki arra, hogy egy új unitot, a DIY♡-t alkossák.
Július 27-én bejelentették, hogy Haruna meg fogja változtatni a Morning Musumén belüli színét. Az új színe a méz sárga lett, ez július 30-án, egy Ustream műsorban derült ki.

### 2013
Áprilistól kezdve Micui Aika helyett Haruna lett a “Young Town” rádióműsor egy új házigazdája.
Május 21-én, Tanaka Reina graduáló koncertjén Reina kinevezte Fukumura Mizukit és Iikubo Harunát a Morning Musume sub-leadereivé.

## Filmográfia

### Filmek
- Inu to Anata no Monogatari: Inu no Eiga (犬とあなたの物語 いぬのえいが) (2011)

### TV drámák
- Glass no Kiba (ガラスの牙) (2010)
- Sūgaku Joshi Gakuen (2012)

### TV show
- Hello Pro! Time (ハロプロ!TIME) (2011 – 2012)
- Hello! SATOYAMA Life (ハロー!SATOYAMAライフ) (2012 – 2013)
- The Girls Live (2014)